# Eike Geisel
Eike Geisel (* 1. Juni 1945 in Stuttgart; † 6. August 1997 in Berlin) war ein deutscher Journalist und Essayist. Er ist in Deutschland und Israel bekannt geworden als einer der Ersten, die in den 1970er und 1980er Jahren das jüdische Alltagsleben in den deutschen Großstädten (v. a. Berlin) vor 1933 erforscht haben. Daneben setzte er sich kritisch mit jüdischer Geschichte und dem Zionismus auseinander (insbesondere mit dem Werk der Philosophin und Politologin Hannah Arendt), aber vor allem auch mit dem Umgang der deutschen Gesellschaft mit diesen Themen. Dabei war er ein scharfer Kritiker sowohl seiner Altersgenossen der sogenannten „68er-Bewegung“ als auch des bürgerlichen Mainstreams der Kohl-Ära seit 1982.

## Kontroverse Essays und kulturhistorische Arbeiten und Übersetzungen

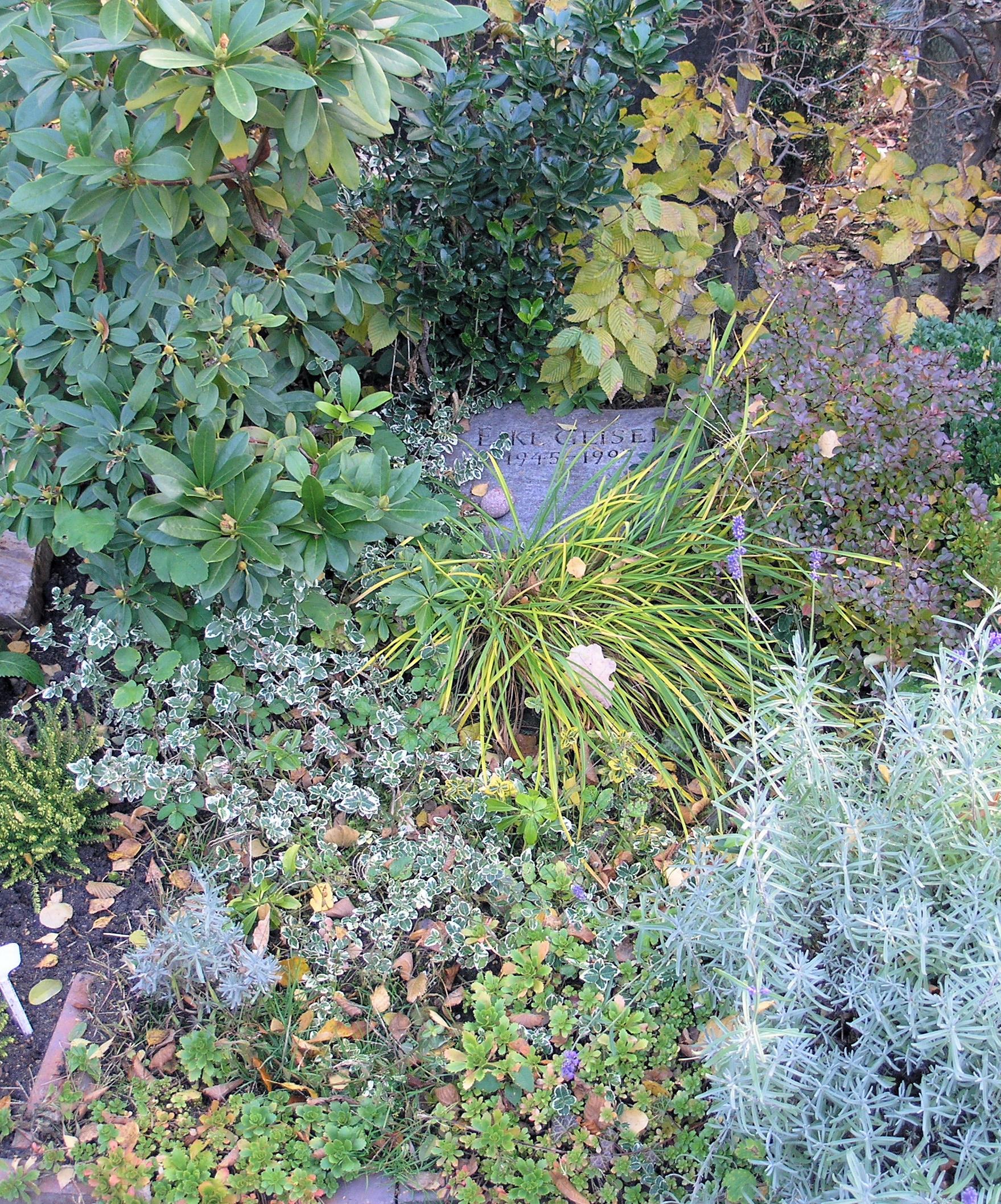
Grabstätte, Stubenrauchstraße 43–45, in Berlin-Friedenau

Seine essayistischen Arbeiten und Polemiken lösten zum Teil große Kontroversen aus. Bekannt wurde insbesondere seine Rezension des Buches Auge um Auge. Opfer des Holocaust als Täter von John Sack in der Frankfurter Rundschau (die taz hatte den Artikel abgelehnt) als „Antisemitische Rohkost“. Die deutsche Übersetzung zog der Piper Verlag aufgrund der ausgelösten Kontroverse im Frühjahr 1995 zurück. In Israel veröffentlichte er unter anderem in der Haaretz, wegen kritischer Aussagen über Ben Gurion. Sehr umstritten war ein Interview mit dem israelischen Historiker Tom Segev über die Gründungsgeneration des Staates Israel.
Eike Geisel war auch als Übersetzer Hannah Arendts tätig und hat ihre Essays über Zionismus, Palästina und Deutschland dem deutschen Publikum zugänglich gemacht. Zusammen mit Henryk M. Broder machte er mit Veröffentlichungen und einem Dokumentarfilm über den jüdischen Kulturbund auch auf ein bislang unbeachtetes Kapitel der Kulturpolitik in der NS-Zeit aufmerksam. Ein Buchprojekt über jüdische Rache und gescheiterte Anschlagspläne auf kriegsgefangene SS-Leute und NS-Funktionäre einer nach Herbert Baum benannten jüdischen Widerstandsgruppe in der unmittelbaren Nachkriegszeit blieb unvollendet.
Geisel starb 52-jährig an den Folgen eines Schlaganfalls und wurde auf dem Städtischen Friedhof Stubenrauchstraße in Berlin-Friedenau beigesetzt (Abt. 35-25).

## Stil und Veröffentlichungen
Unter dem ironischen Motto „Some of my best friends are German“ („einige meiner besten Freunde sind Deutsche“) galt Eike Geisel als äußerst sprachgewandter und unversöhnlicher Gegner antisemitischer Tendenzen vor allem einer sich als fortschrittlich definierenden politischen Linken wie auch einer deutsch-jüdischen „Aussöhnung“, die er als „Verbrüderungskitsch“ und heimliche Renationalisierung der Erinnerung bezeichnete.
Rezensenten sprachen von begnadeter Niedertracht und Polemik zwischen allen Stühlen, die allein schon in Buchtiteln wie „Die Banalität der Guten“, „Triumph des guten Willens“ und Bonmots wie der „Wiedergutwerdung der Deutschen“, „Erinnerung als höchste Form des Vergessens“ oder einem Verriss der Initiative zum Bau des Holocaustmahnmals als „Monument der Vernichtungsgewinnler“ und „nationaler Kuschelecke“ kenntlich werde.
In diesem Zusammenhang polemisierte er gegen eine deutsche Selbstfindung im „Biotop mit toten Juden“, zu der auch „jenes unerträgliche Gemisch aus jugendbewegtem Begegnungskitsch und immergleicher Beschäftigungstherapie, aus betroffenen Christen, schwärmerischen Israeltouristen, geduldigen Berufsjuden, bekennenden Deutschen, eifernden Hobbyjudaisten und akribischen Alltagshistorikern“ gehöre.
Geisel beharrte auf der Unversöhnlichkeit von Tätern und Opfern, zwischen denen es nach der ‚vollendeten Sinnlosigkeit’, wie Hannah Arendt einmal das System der Konzentrationslager genannt hat, keine Verständigung geben könne.
Ab 1981 veröffentlichte er insgesamt 28 Beiträge in der Zeitschrift konkret.

## Werke
- mit Hanna Levy-Hass: Vielleicht war das alles erst der Anfang. Tagebuch aus dem KZ Bergen-Belsen. 1944–1945. Rotbuch, 1979.
- mit Günter Kunert: Im Scheunenviertel. Bilder, Texte und Dokumente. Siedler, 1981.
- Lastenausgleich, Umschuldung. Die Wiedergutwerdung der Deutschen. Essays, Polemiken, Stichworte. 1984, ISBN 3-923118-70-8.
- als Übersetzer, Bearb., Mit-Hrsg.: Nathan Weinstock, Das Ende Israels? Nahostkonflikt und Geschichte des Zionismus. Einl. E. G. und Mario Offenberg. Reihe. Politik, Bd. 61. Wagenbach, Berlin 1975. ISBN 3-8031-1061-0 (insbes. über die Gruppe Matzpen)[8]
- Hrsg. mit Klaus Bittermann: Hannah Arendt, Essays und Kommentare 2. Die Krise des Zionismus. Edition Tiamat, 1989.
- als Übersetzer: Israel, Palästina und der Antisemitismus – Aufsätze – Hrsg. von E. G. und Klaus Bittermann – Aus dem Amerikanischen von E. G. (= Wagenbach Taschenbuch 196), 1991,  ISBN 978-3803121967.
- mit Henryk M. Broder: Premiere und Pogrom. Der Jüdische Kulturbund 1933–1941. Siedler, Berlin 1992, ISBN 3-88680-343-0.
- E.T. bei den Deutschen oder Nationalsozialismus mit menschlichem Antlitz. In: Initiative Sozialistisches Forum (Hrsg.): Schindlerdeutsche: Ein Kinotraum vom Dritten Reich. ça-ira, Freiburg i. Br. 1994, ISBN 3-924627-40-1 (online, PDF-Datei; 131 kB).
- Die Banalität der Guten. Deutsche Seelenwanderungen. Edition Tiamat, 1997.
- Triumph des guten Willens. Posthum, Hrsg. Klaus Bittermann. ebd. 2002.
- Die Wiedergutwerdung der Deutschen: Essays und Polemiken. ebd. 2015.
- Die Gleichschaltung der Erinnerung. Kommentare zur Zeit. ebd. 2019.

## Film
- Triumph des guten Willens, Dokumentarfilm von Mikko Linnemann, Deutschland, 2016